# Великодолинское
Великодоли́нское (укр. Великодолинське) — посёлок в Одесском районе Одесской области Украины. Расположен на реке Аккаржанка.

## Географическое положение
Расстояние по автодорогам до Одессы — 21 км, до Овидиополя — 17 км, до Черноморска — 8 км.

## История

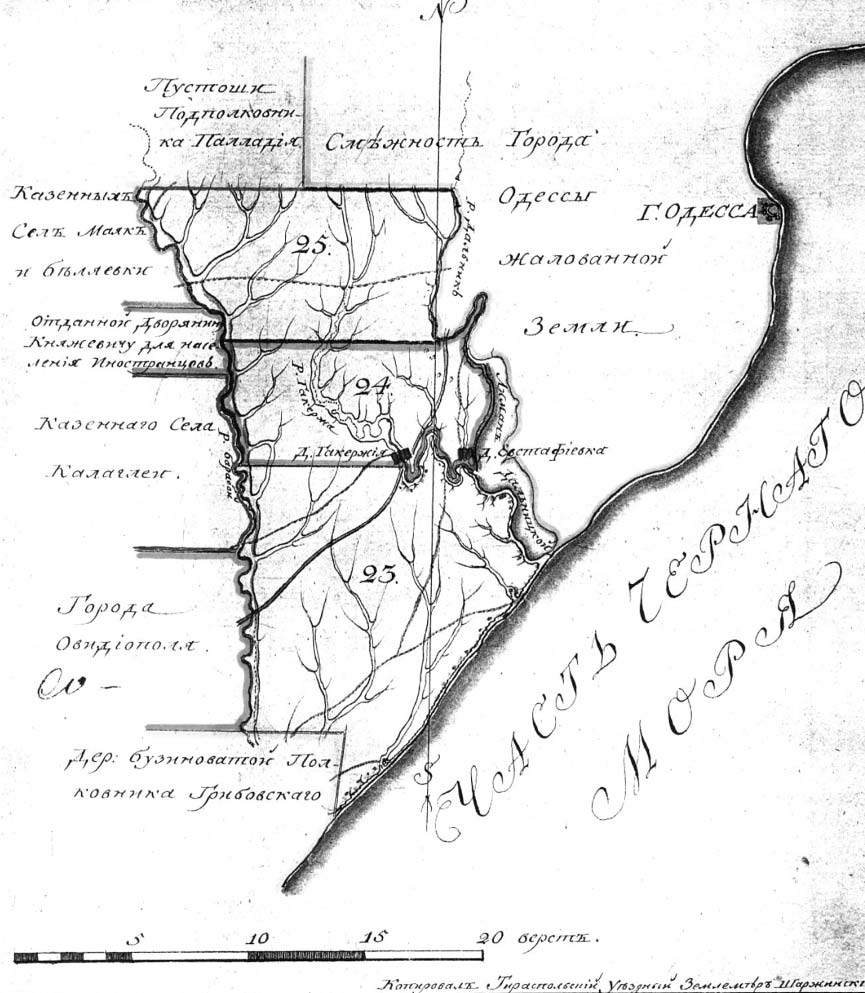
Земли, на которых расположено село. Карта первой декады XIX века

Первые следы заселения территории посёлка относятся к позднему палеолиту. В 1955 году археолог В. И. Красковский обнаружил здесь стоянку охотников на бизонов — Большую Аккаржу. Согласно раскопкам, поселение располагалось в районе современного этнопарка «Нью-Васюки», улицы Мира, ж/д станции Аккаржа и к западу от села Александровка.
Посёлок был основан в 1804 году как немецкая колония Гросс-Либенталь (нем. Gross Liebenthal). Энциклопедия Брокгауза и Ефрона насчитывала в колонии 3000 жителей, две евангелическо-лютеранские церкви, 2 школы, фельдшерский пункт, в колонии действовали паровая мельница и кирпично-черепично-гончарно-кафельный завод.
В 1881 г. возле колонии упал крупный метеорит, получивший по ней своё название. В январе 1989 года численность населения составляла 10 012 человек.
В ходе Великой Отечественной войны в 1941—1944 годы село находилось под немецко-румынской оккупацией.
В 1945 г. Указом Президиума Верховного совета УССР село Большая Акаржа переименовано в Великодолинское.
С 1957 года Великодолинское имеет статус посёлка городского типа. В 1969 году численность населения составляла 7,6 тыс. человек, здесь действовали два завода железобетонных изделий и кирпичный завод.
В мае 1995 года Кабинет министров Украины утвердил решение о приватизации находившегося здесь АТП №1562, в июле 1995 года было утверждено решение о приватизации завода продтоваров.
На 1 января 2013 года численность населения составляла 13 330 человек.

## Транспорт
- Находится в 2 км от ж.-д. станции Аккаржа (на линии Одесса — Белгород-Днестровский)[7] Одесской железной дороги.
- Также в посёлке находятся 4 ж.-д. станции: Емца, 22 км, 25 км и Аккаржа.
- Проходят междугородние поезда (Киев — Измаил); (Черновцы — Белгород-Днестровский), пригородные электрички (Каролино-Бугаз — Одесса), (Белгород-Днестровский — Одесса) и Дунайский экспресс (Одесса — Измаил).
- Ходят пригородные маршрутки — 6 (Черноморск — Молодёжное — Аккаржа), 7 (Черноморск — Военный городок), 20 (Черноморск — Кирпичный), 52 (Одесса — Аккаржа), 52-А (Одесса — Военный городок).
- Через Великодолинское также ходят маршрутки — 2 (Одесса — Петродолинское), 38-Т (Одесса — Овидиополь), 70 (Одесса — Черноморск), 86-А (Одесса — Грибовка), 99 (7 км — Черноморск), 134 (Одесса — Курортное), 535 (Одесса — Овидиополь), 560-Т (Одесса — Белгород-Днестровский), 565 (Одесса — Затока), 566 (7 км — Белгород-Днестровский), 601 (Каролино-Бугаз — Одесса), 748 (Одесса — Надлиманское), 1078 (Одесса — Сергеевка).
- Через Великодолинское проходит автодорога национального значения Н-33.

Двухбуквенный код автомобильных номеров — «ВН», совпадает с кодами Одессы и Овидиополя.

## Громада
25 октября 2020 года в ходе местных выборов на Украине пгт Великодолинское и село Молодёжное были объединены и была создана Великодолинская ОТГ.

## Школа
Община Гросслибенталь ушла далеко от соседних общин области. Но этого преимущества она достигла в 1860—1865 гг., спустя два поколения. До этого была сельская трёхклассовая школа.
В первые 20-30 лет занятия проводились в совсем примитивных комнатах, и когда условия жизни землевладельцев улучшились в то же время под большим натиском попечительского совета на власти общины привели в исполнение, и начали строить 3-4 классную сельскую школу. Она была построена так, что в каждой классной комнате было два отделения, где один учитель мог проводить одновременно занятия.
Такие занятия от 70-80 школьников в одном классе были для учеников, но ещё больше для учителя не удобными. Но это было выгодно и дёшево для общины: нужно было меньше классов, к тому же меньше отопления, и важнейшее, требовалось меньше учителей, которым платила община и поддерживала. Тогда с деньгами преподавателям существовала большая проблем. Не было точного тарифа, поэтому в разных общинах он был разным: от 200 до 350 рублей в год. Часто бывало, что пастух получал больше чем учитель.
Отчего крестьяне так были равнодушны к образованию своих детей, объясняется то, что они не хотели видеть своих детей образованными людьми, а только сильной рабочей силой, которая готова была бы видеть бы и помогать обрабатывать землю и в будущем перенять хозяйство.
В 30-е годы большинство сельских учителей были из Германии или Прибалтийских стран, но не всегда из детей колонистов, хотя многие к этому стремились, Также представители попечительного совета видели во время своих посещений в колонии, что для нового поколения дальнейшие образование школьников важно. Исходя из этого, областные власти при Одесском губернаторстве решили открыть две центральные школы: Одну в большой долине — два евангелических детей, другую в Ландау — для католических детей.
К тому же в 1869 году построили центральную школу. Это было красивое двухэтажное здание с большим спортзалом, центральным паровым отоплением и к тому же имелось ещё две просторные квартиры для учителей.
По прошествии лет эта школа стала выдающимся учебным заведением, через столетие крестьянские дети стали учиться на учителей, писателей и художников. Были дети с хорошими знаниями, что дало возможность, чтобы выпускники после окончания школы могли поступить в гимназию. Доктор Карл Штумпп после 3-летнего посещения центральной школы в 1914 году поступил в гимназию в Дорбат-Балтикум.
В Гросслибентале кроме упомянутых выше школ была ещё агрошкола, в которой обучались агрономы во всех сельскохозяйственных направлениях Одесской области. Гросслибенталь был не только центром образования в районе, но также и культурным центром. Здесь были сосредоточены все важнейшие учреждения, поэтому здесь проводились различные мероприятия.
Также как административный центр Гросслибенталь был самым известным местом в Одесской области.
Большой выгодой была близость Одессы и железной дороги. До второй мировой войны железная дорога был важнейшим транспортом между городом и селом. Большое значение для сельскохозяйственного развития имели две паровые мельницы, которые принадлежали семьям Ломер и Эсменгер., которыми пользовались не только земледельцы Гросслибенталь, а также окрестные немцы и украинские крестьяне.

## Диалект
Гросслибентальский диалект очень сильно отличался от диалектов соседних колоний. Как известно, гросслибентальские переселенцы были родом большей частью из Вюртемерга, Бадена, Пфальца и Эльзаса, но их диалект, из язык был «швабским». Когда гросслибентальцы разговаривали друг с другом, то казалось, что это в Швабской земле. Такой швабский диалект был только у поздних переселенцев из Вюртенберга, которые в 1817 году в Гросслибентале останавливались на один год и были расквартированы, после чего продолжили свой переезд на Кавказ и также в Одесскую область в общину Хоффнугсталь (Цебриково), где обосновались.
Многие из них остались в Гросслибенталь, и их диалект так распространился и так глубоко, что, в конце концов население вблизи, и вдалеке от них говорило только по-швабски. Поэтому интересно, что соседние села Доброалександровка и Новоградовка были полны других диалектов, хотя их жители из тех самых немецких земель прибыли, как и гросслибентальцы. По правде говоря, они сохранили принесенный из Германии диалект с новой окраской, своеобразно с диалектом большинства пересеенцев в новой колониях.

## Самые важные события в жизни общины Гросслибенталь (1803—1945 гг.)
1803—1804 Основание колонии. Сколько земледельцев начало основание неизвестно.
1807 — строительство ткацкой фабрики от правительства, чтобы занять жителей, которые не были крестьянами;
- строительство церкви, также от правительства, и первого пасторского дома (совета).
- Постройка избушки во дворе пасторского дома, в котором была школа до 1827 года;

1817 — новое заселение через вновь прибывших вюртенберских сепаратистов, целью которых был южный Кавказ;
- заложение виноградников и тутовых плантаций по приказу колониального управления.

1817—1818 — переделывание ткацкой фабрики в больницу, в которой нуждались вновь прибывшие.
1821—1822 — большой неурожай, что не было собрано семян.
1826 — большая часть урожая была уничтожена саранчой.
1833 — большой неурожай из-за засухи.
1843 — большой ущерб из-за зерновых вредителей, мышей и сусликов.
- открытие санатория на 85 курортных мест на источнике 289 семей, 2186 жителей и 8056 га земли.
- землетрясение, после которого свирепствовал ящур у крупного рогатого скота.

1854 — создание потребительской корпорации.
1857 — большой ущерб из-за саранчи
1863 — большое опусташение из-за саранчи и зерновредетелей. Посевы побил град.
1869 — строительство двухэтажной центральной школы.
1871 — отмена колонистского закона из-за царского правительства. Начало руссифицированой политики
1877 — постройка нового пасторского дома (совета)
1888 — основание первой сберкассы
1890 — стройка детского дома (интерната) с начальной школы
1892 — открытие педагогического класса с 710 школьниками в центральной школе
1894 — основание духового оркестра и церковного хора.
1895 — община гросслибенталя получила русское имя «Мариинское».
1901 — открытие районной больницы на 95 койко-мест
1905 — открытие школы для девочек. Первая директриса Эмма Акерман, которая ещё до начала 30-х годов в центральной школе преподавала немецкий язык и литературу.
01.08.1914 — начало первой мировой войны между Германией и Россией.
1916 — строительство железной дороги Одесса — Овидиополь со станцией «Аккаржа» двумя километрами южнее от Гросслибенталя.
1917 — февральская революция. Временное правительство снова ввело в немецких школах немецкие занятия.
1918 — общие крестьянские земли были национализированы и после семейных собраний распределены.
1919 — август. Восстание крестьян, много смертельных случаев.
1921 — большой неурожай и ужасный голод
1921—1928 — введение новой экономической политики НЭП. Временный отдых в немецких колониях.
1925—1926 — Основание сестринской колонии «Брайтлос» (Ленинталь).
1928—1929 — раскулачивание
1929—1930 — коллективизация
1932—1933 — неурожай и второй большой голод
1934 — закрытие церкви
1937—1938 — массовые репрессии
01.09.1939 — ликвидации Грослибентальского района и присоединение к Овидиопольскому району.
22.06.1941 — Начало войны между Германией и СССР
25.03.1944 — Выселение из Гросслибеталя
06.1944 — поселение в округе Тирек в Вартедом (Польша) и к тому же окончательный роспуск 140-летней Гросслибентальской общины.
06.1945 — высылка в Россию